# Cetotheriidae
Cetotheriidae – rodzina waleni z podrzędu fiszbinowców (Mysticeti) w obrębie rzędu parzystokopytnych (Atriodactyla). Tradycyjnie klasyfikowano do niej walenie mające fiszbiny, których nie można było zaklasyfikować do żadnej ze współczesnych rodzin. W obecnym rozumieniu grupa ta obejmuje rodzaje Cetotherium, Cephalotropis, Herentalia, Herpetocetus, Joumocetus, Kurdalagonus, Metopocetus, Nannocetus, Pinocetus, Piscobalaena, Vampalus, Zygiocetus i przypuszczalnie Caperea. Są to dość niewielkie walenie, przeważnie o długości 4–6 metrów – największy z nich, walenik mały (Caperea marginata), ma ok. 6,5 m długości. W zapisie kopalnym Cetotheriidae znane są od środkowego miocenu – najstarszym znanym przedstawicielem Cetotheriidae może być Metopocetus, którego skamieniałości pochodzą sprzed 13,6–16 mln lat (albo sprzed 9–10 mln lat – nie ma pewności, z jakiej lokalizacji pochodzą szczątki). Kilka innych rodzajów jest również znanych sprzed ponad 10 mln lat. Cetotheriidae przetrwały do czwartorzędu, na co wskazują pozostałości Herpetocetus odkryte w osadach środkowoplejstoceńskiej formacji Falor w Kalifornii. Analizy kladystyczne przeprowadzone przez Fordyce’a i Marksa (2013, 2015) sugerują, że Cetotheriidae nie są grupą wymarłą, ponieważ należy do niej współczesny gatunek Caperea marginata. Zgadzają się z tym również niektórzy inni autorzy, jednak według Biscontiego (2012) C. marginata nie jest blisko spokrewniony z Cetotheriidae i należy do odrębnej rodziny walenikowatych (Neobalaenidae). Jeśli faktycznie należy on do Cetotheriidae, rodzina walenikowatych staje się podrodziną Neobalaeninae w obrębie Cetotheriidae.

## Podział systematyczny
Do rodziny Cetotheriidae zalicza się jedną podrodzinę występującą współcześnie:
- Neobalaeninae J.E. Gray, 1873 – walenikowate

oraz dwie podrodziny wymarłe:
- Cetotheriinae Brandt, 1872
- Herpetocetinae Steeman, 2007

Opisano również rodzaje wymarłe nie sklasyfikowane w żadnej z powyższych podrodzin:
- Ciuciulea Gol’din, 2018[11] – jedynym przedstawicielem jest Ciuciulea davidi Gol’din, 2018
- Eucetotherium Brandt, 1873[12] – jedynym przedstawicielem jest Eucetotherium helmersenii (Brandt, 1871)
- Hibacetus Otsuka & Ota, 2008[13] – jedynym przedstawicielem jest Hibacetus hirosei Otsuka & Ota, 2008
- Joumocetus Kimura & Hasegawa, 2010[14] – jedynym przedstawicielem jest Joumocetus shimizui Kimura & Hasegawa, 2010
- Piscobalaena Pilleri & Siber, 1989[15] – jedynym przedstawicielem jest Piscobalaena nana Pilleri & Siber, 1989
- Titanocetus Bisconti, 2006[16] – jedynym przedstawicielem jest Titanocetus sammarinensis (Capellini, 1901)